# الت‌لی
الت‌لی (به لاتین: Ələtli) یک منطقه مسکونی در جمهوری آذربایجان است که در شهرستان حاجی‌قبول واقع شده است. الت‌لی ۳۸۰ نفر جمعیت دارد.